# Luigi Fait
Luigi Fait (Trento, 3 marzo 1935 – Roma, 11 dicembre 2017) è stato un critico musicale italiano.

## Biografia
Dopo aver compiuto studi musicali presso i conservatori di Bolzano e di Roma, si diplomò in pianoforte, organo e composizione, laureandosi poi in lettere all'Università degli Studi di Roma.
Svolse inizialmente attività di docente presso alcune scuole in Trentino-Alto Adige per poi dedicarsi all'attività artistica come organista e direttore di coro. 
Insegnò storia della musica presso l'Accademia Nazionale di Danza in Roma e divenne poi giornalista professionista, operando, per un lungo periodo, come critico musicale dell'Osservatore Romano.
Ideatore e conduttore di numerose trasmissioni televisive della RAI nel settore della musica classica, si è occupato di direzioni musicali ed artistiche per numerose rassegne musicali, sia nazionali che internazionali.
Pubblicò alcuni saggi su compositori e sulle opere da loro realizzate.
Nel corso degli anni è stato fra i componenti e presidenti di giurie, in concorsi musicali in tutta Europa.
Nel 1991 fu fondatore di TIM - Torneo Internazionale di Musica, manifestazione competitiva fra musicisti, che si svolge in Belgio, Francia, Germania, Italia, Spagna, Regno Unito e Russia.
Dal 1995 al 2016 collaborò a Suonare news, il mensile dei musicisti, tenendo la rubrica "Ottava nota".

## Opere
- Verdi a Roma (1963)
- Claude Debussy Prix de Rome (1964)
- Rigoletto - analisi armonica (1964)
- Roma in musica (1970)
- La musica religiosa dal ‘500 ad oggi (1973)
- Tutti mi baciano o dell'amicizia in musica (1995)
- Il Gattopardo tra danze, romanze e reminiscenze (2012)